# TotalView
TotalView は、Fortran, C/C++ 言語で利用できるGUIベースのソースコードレベルデバッガである。プログラムやメモリの状態・変数の値を視覚的に確認しながらソースコードレベルでブレークポイントやバリアの設定、実行の制御、アクションの設定などの作業が可能である。元々は1980年代後半に BBNテクノロジーズのBBN Butterflyという超並列マシン開発のために作られたツールで、マルチプロセス / マルチスレッドの並列プログラムの解析に高い能力を発揮する。
TotalView は、TotalView デバッガ、ReplayEngine アドオン、NVIDIA-CUDAアドオンから構成されており、ReplayEngineのリバースデバッグ機能は、エラーが発生したポイントから遡ってその兆候と原因を特定できるため、エラーの発生を一度「記録」できれば、通常は失われてしまうプログラムの内部状態を確認しながら「再生（実行）」「巻き戻し」が可能なため、再現性の低い現象にも有効といえる。
世界各国の大手研究所・教育機関で多数採用されており、ローレンス・リバモア国立研究所 や ロスアラモス国立研究所、日本では 東京工業大学 学術国際情報センターのTSUBAME や京都大学学術情報メディアセンター等で使用されている。大規模シミュレーションやモデリング、航空宇宙、金融、科学技術研究などで利用されている。

## 製品の歴史
- 1986年：BBN (1948-2009, Cambridge MA) の超並列機 Butterfly 向けの並列プログラム用デバッガとしてスタート。
- 1998年：Etnus, Inc. (Natick MA) として独立。
- 2007年：TotalView Technologies に社名変更
- 2010年 Rogue Wave Software, Inc. による TotalView Technologies の買収にともない、Rogue Wave Software, Inc.が開発元となる。
- 日本国内では ローグウェーブ ソフトウェア ジャパン株式会社 が販売とサポートの提供を行っている。

## サポート環境
Linux, AIX, Solaris, クレイ, IBM BlueGene, Cell, Apple 他

## 開発元
- Rogue Wave Software, Inc.

## 国内提供元
- ローグウェーブ ソフトウェア ジャパン株式会社